# Церковь Святого Максимилиана Кольбе (Люблин)
Церковь святого Максимилиана Кольбе (пол. Kościół św. Maksymiliana Kolbego) — церковь католической архиепархии Люблина в Польше. Храм расположен на улице Мучеников Майданка в районе Косминек.

## История
7 марта 1981 года, благодаря усилиям люблинского епископа Болеслава Пилака, власти Польской Народной Республики дали разрешение на строительство церкви в районе Броновиче-Косминек в Люблине. В ноябре того же года была освящена временная деревянная часовня. Осенью 1982 года был построен приходской дом. Ровно через год, ночью 22 ноября 1982 года, часовня сгорела. Следствие установило, что имел место поджог. Виновные  не были обнаружены. Этот акт вандализма послужил стимулом для активизации прихожан и людей доброй воли, чтобы восстановить часовню и построить новую церковь. Авторами проекта стали местные архитекторы Станислав Лихота и Анджей Лис. В октябре 1984 года люблинский епископ заложил первый камень в основание будущей церкви. 24 декабря 1985 года в здании нового храма первую Мессу служил ректор Люблинской семинарии Мечислав Бржозовский. 24 декабря 1986 года всё тот же епископ Болеслав Пилак возглавил малое освящение храма, а 8 декабря 1991 года церковь была освящена полностью. В 1992 году рядом с ней завершилось строительство железобетонной колокольни. В настоящее время на ней 3 колокола — «Иоанн Павел II», «Максимилиан» и «Мария» общим весом в 2 тонны, изготовленные компанией «Фельчинские». Со времени освящения церкви велись её внутренняя отделка и благоустройство территории вокруг храма. В начале XXI века при храме был построен Дом милосердия и образования.

## Описание
Церковь построена в современном стиле. Над центральным входом находится большая фреска с изображением Богоматери, которая предлагает венец святому Максимилиану Кольбе. В 90-е годы XX века интерьер церкви включал лишь алтарные крест и статую Иисуса Христа. Ныне алтарь украшен витражами с изображением темы Десяти заповедей. Витражами с растительным орнаментом и изображениями святых украшены стены и потолок храма. На противоположной алтарю стене над новым органом находится большой витраж с изображением святого Максимилиана Кольбе.